# Ronald Rivlin
Ronald Samuel Rivlin (Londres, 1915 — 4 de outubro de 2005) foi um físico, matemático, reologista e especialista no comportamento mecânico da borracha.

## Vida
Estudou física e matemática no St John's College de Cambridge, onde obteve o título de Bachelor of Arts em 1937 e ScD em 1952.  Trabalhou para a General Electric, o Ministério de Produção de Aeronaves do Reino Unido, a Associação Britânica de Pesquisa de Protores de Borracha, o que incluiu um ano sabático no National Bureau of Standards.  Em 1953 tornou-se Professor de Matemática Applicada na Brown University e transferiu-se para a Universidade Lehigh em 1967 para se tornar diretor do Centro para Aplicação de Matemática até sua aposentadoria em 1980. Casou com Violet LoRusso em 1948 (com quem teve um filho, John) e se tornou cidadão americano em 1955.

## Trabalho
Seu trabalho começou com a observação de 1944 de que "embora muito pouca força seja necessária para destacar a fita adesiva de um adesivo, o trabalho despendido para fazê-lo é muito grande". Isso se deve aos efeitos elásticos do adesivo, sobre o qual ele comentou, mesmo que "alguém idealizasse o adesivo como um material perfeitamente elástico, parecia não haver nenhum corpo de teoria matemática que forneceria uma base para cálculos". As teorias existentes eram apenas sobre deformações muito pequenas, então de 1945 a 1951, Rivlin foi um dos criadores da teoria moderna de grandes deformações elásticas, incluindo a teoria de sólidos neo-Hookean e sólidos de Mooney-Rivlin. Ele também fez contribuições importantes para a teoria do fluxo de fluido não newtoniano, incluindo na expansão Rivlin-Ericksen.

## Condecorações
- Medalha Bingham, em 1958
- Medalha Timoshenko, em 1987
- Medalha Charles Goodyear da Rubber Division da American Chemical Society, em 1992.
- Medalha Theodore von Karman, em 1993
- Membro da Academia Nacional de Engenharia dos Estados Unidos
- Membro da Academia de Artes e Ciências dos Estados Unidos
- President of the Society of Rheology
- Chairman of the Society for Natural Philosophy
- Chairman of the US National Committee for Theoretical and Applied Mechanics
- Chairman, Applied Mechanics Division, Sociedade dos Engenheiros Mecânicos dos Estados Unidos (ASME)